# Flathead Lake
Der Flathead Lake ist ein See im Nordwesten des US-Bundesstaates Montana.
Er ist der größte See in Montana und gleichzeitig der größte Süßwassersee im Westen der Vereinigten Staaten. Der See zählt zu den saubersten Seen seiner Größe. Der Flathead Lake ist benannt nach dem Indianerstamm der Flathead, einem Unterstamm der Salish-Sprachgruppe. Zum Flathead-Reservat gehört heute knapp die Hälfte des Sees. Früher war der See als Salish Lake bekannt, war also nach der Eigenbezeichnung der Flathead-Indianer benannt. Der See wird im Osten von den Mission Mountains und im Westen von den Salish Mountains eingefasst. Ungewöhnlich ist das milde Klima in der Flathead-Senke. Die Hauptzuflüsse sind der Flathead River und der Swan River.

## Flathead Lake Monster
Ähnlich dem Ungeheuer von Loch Ness soll auch im Flathead Lake ein Seeungeheuer leben, das „Flathead Lake Monster“. Zuerst wurde das Wesen angeblich von den Salish-Indianern gesehen. Die meisten Sichtungen stammen aus dem Jahre 1933, als 78 Menschen das Kryptid gesehen haben wollen. 25 von ihnen beschrieben das Tier als zwölf Meter langen Stör, der Rest als 20 Meter lange Seeschlange.